# Galvarino
Galvarino (del mapuche: Kalwarëngo ‘mecha molida de choclo’) o (del mapuche: Kallfürüngi ‘colihue azul’) (?- Millarapue, 30 de noviembre de 1557) fue un guerrero mapuche perteneciente a las filas de Lautaro (1534-1557). Aunque apenas se conocen datos acerca de su vida, Galvarino fue uno de los guerreros mapuche más importantes. Combatió a las fuerzas españolas del gobernador García Hurtado de Mendoza y fue capturado en la batalla de Lagunillas, junto al río Biobío.
Como escarmiento, le cortaron las manos, hecho que el poeta español Alonso de Ercilla (1533-1594) narra en el poema La Araucana, señalando que, luego de este acto, "con desdén y menosprecio dello alargó la cabeza y tendió el cuello" para que le quitaran la vida, pero fue liberado como ejemplo de escarmiento para el resto de los mapuches, jurando vengarse.

## Descripción
El cronista y militar español Pedro Mariño de Lobera (1528-1594) afirma que "fue tanto el coraje, que ya que le faltaron las manos, peleó más fuertemente con la lengua, la cual suele ser más eficaz para hacer guerra que las manos de los Hércules y las industrias de los Césares".

## Batallas
Luchó bajo el mando de Lautaro en las campañas hacia Santiago y Tucapel. Fue tomado prisionero en la batalla de Lagunillas. Juzgado por insurrección, fue condenado a amputación de sus miembros y sus dos manos fueron cortadas. Fue liberado como ejemplo de escarmiento para el resto de los mapuches.
En la obra teatral Arauco domado, el autor Lope de Vega pondrá en su boca las siguientes palabras dirigidas a García Hurtado de Mendoza:

Tu has hallado justos modos
de castigar y vencer;
pero quedan tantas manos
por las que cortas en mí
en los demás araucanos
que espero que por aquí
saldrán tus intentos vanos (...).
y así esta mano enemiga
que cortas de este valiente (...).
tantas manos nacerán
que las tuyas atarán
Arauco domado, de Lope de Vega (1625)

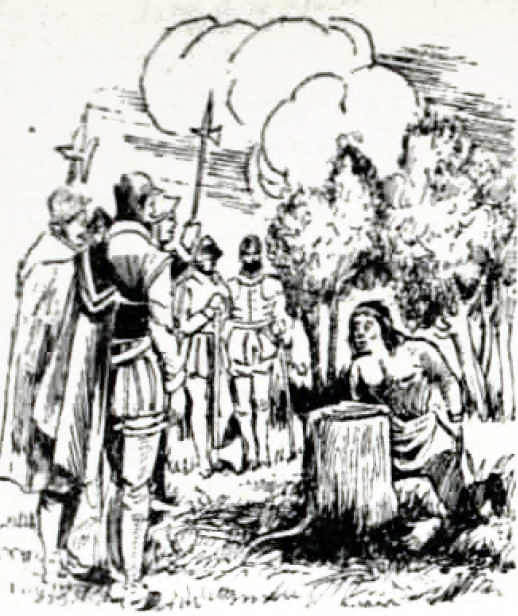
Galvarino después de la amputación de sus manos.

Al volver se presentó ante los mapuches, mostrando sus mutilaciones, clamando justicia y un mayor levantamiento mapuche como su antiguo líder Lautaro. Por su valentía y gallardía fue puesto al mando de un escuadrón y con cuchillos amarrados en ambos miembros mutilados reemplazando sus manos luchó fugazmente junto a Caupolicán en las campañas siguientes hasta que, ambos fueron capturados en la Batalla de Millarapue y García Hurtado de Mendoza ordenó matarlo, lanzándolo a los perros.

No hay datos que permitan estimar las pérdidas de los mapuches. Se sabe que los españoles hicieron a algunos prisioneros. Fray Gil González de San Nicolás, en una carta al Consejo de Indias, refiere las atrocidades que don García cometió con ellos. Sin embargo el suplicio de Galvarino esta confirmado por otros documentos. En vista del fracaso de as medidas humanitarias, don García quiso escarmentar a los mapuches por el terror. Alonso de Ercilla ha contado el inhumano suplicio en las 10 estrofas últimas del canto XXII de La araucana. Lo hemos referido, al bosquejar el estoicismo heroico del alma araucana. Ordenó don García cortarle una mano, y Galvarino, es una muestra de valentía, puso además su otra mano. Galvarino soporto el suplicio sin proferir una queja y conservando en su rostro inmutable serenidad. Pidió, en seguida, que se le matará, sabiéndose ya inútil como guerrero, y en vista que ya no se le oía su ruego, estallo su cólera en insultos a sus verdugos, y cambiando de resolución, corrió a los suyos para exhortarlos a la lucha y a la venganza.
«El suplicio de Galvarino», en Historia de Chile de Francisco Antonio Encina (1952)

## Muerte
En el combate de Millarapue, el 30 de noviembre de 1557, luego de un cruel enfrentamiento, Galvarino fue capturado junto con otros jefes indígenas, y el  gobernador Hurtado de Mendoza, como medida punitiva, lo mandó a rezar.
Galvarino fue condenado a ser colgado de un árbol; pero el poeta Alonso de Ercilla (1533-1594) se esforzó por librarlo de la muerte, alegando que le había visto pasarse a las filas españolas. Galvarino le respondió descubriendo sus brazos mutilados que había tenido ocultos bajo su manta, que no quería recibir la vida de ellos y solo sentía la muerte por no haber podido hacerlos pedazos con los dientes. Los conquistadores se exaltaron al ver la soberbia del guerrero y apuraron la ejecución.

## En la ficción
Galvarino es la fuente de inspiración del cómic Galvarine, en el cual se parodia al personaje Wolverine de la editorial estadounidense Marvel Comics.